# Feddan
Un feddan (árabe: فدّان, faddān) es una unidad de área. Es utilizada en Egipto, Sudan, Siria y el Sultanato de Omán.
En árabe clásico, la palabra significa 'un yugo de buey': en referencia al área de terreno que podría ser labrada por un buey en un tiempo determinado. En Egipto el feddan es la única unidad no métrica que permanece en uso luego de haber adoptado el sistema métrico. Un feddan se divide en 24 kirat (árabe: قيراط, qīrāt) donde un kirat representa 175 metros cuadrados.

## Unidades equivalentes
1 feddan = 24 kirat = 60 metros × 70 metros = 4200 m² = 0.42 hectáreas = 1.038 acres
En Siria, y según el contexto, el feddan representa un área que varia entre 2295 m² y 3443 m².